# Edesheim
Edesheim – gmina w Niemczech, w kraju związkowym Nadrenia-Palatynat, w powiecie Südliche Weinstraße, wchodzi w skład gminy związkowej Verbandsgemeinde Edenkoben.

## Galeria

Edesheim
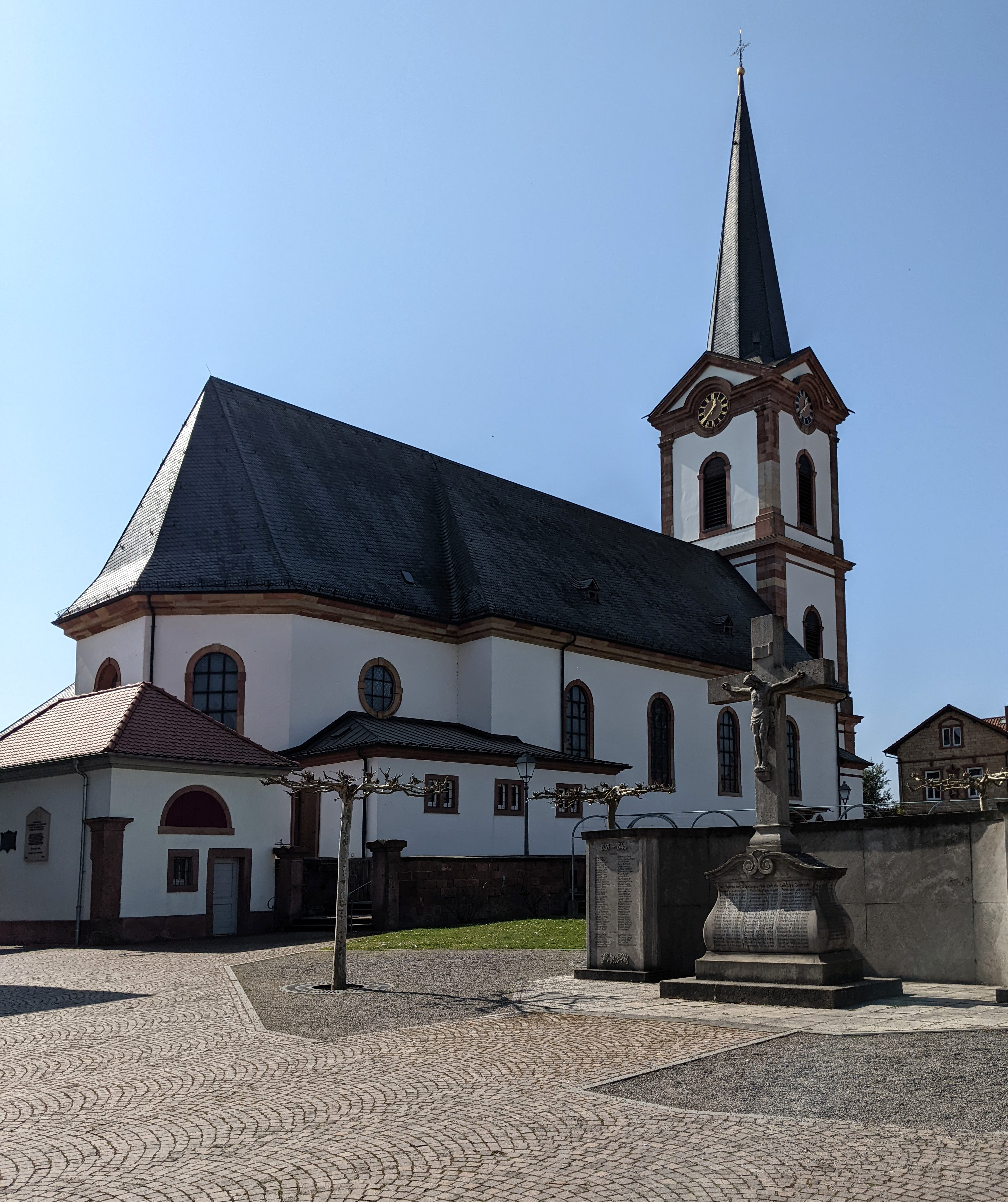
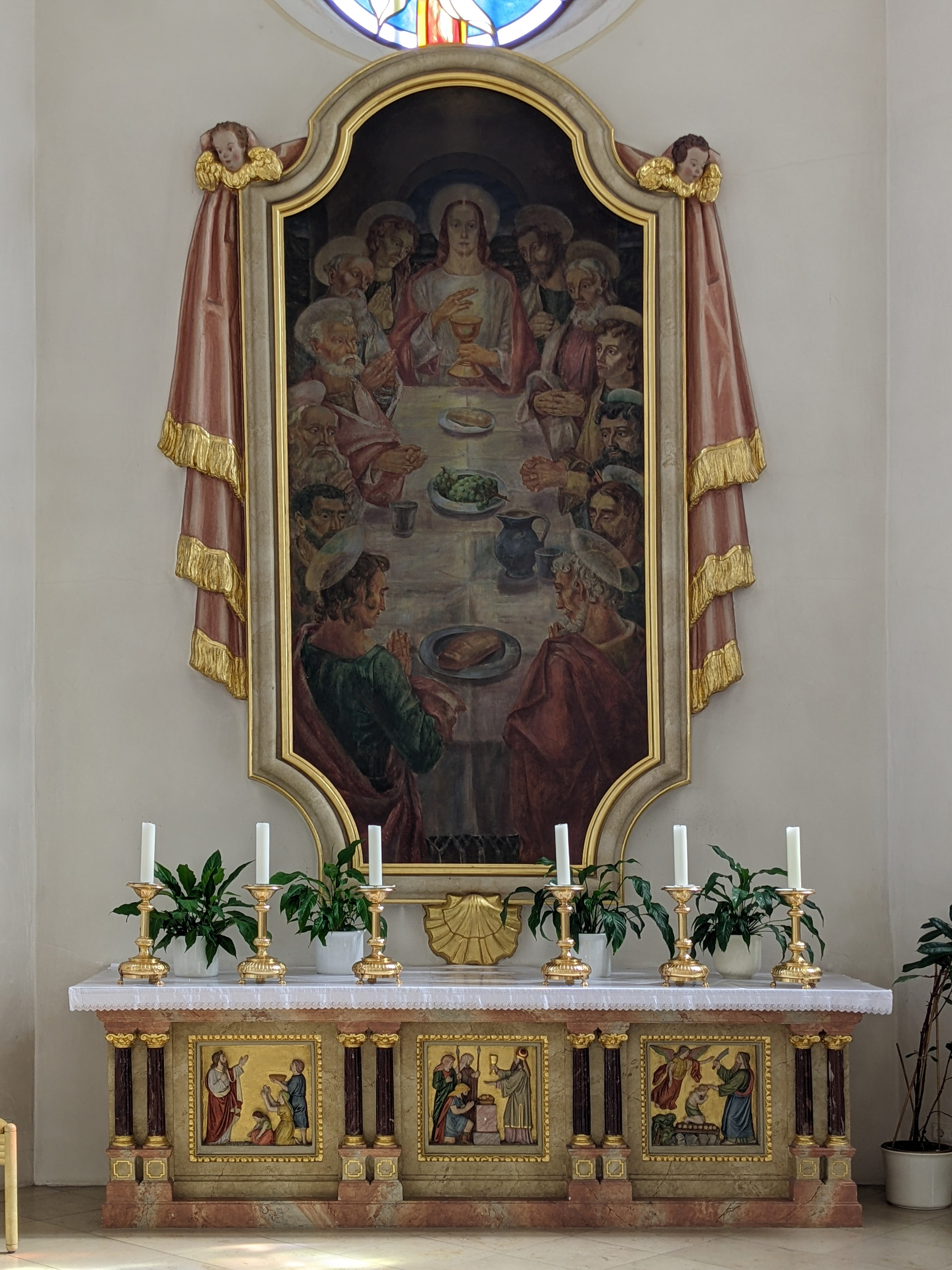
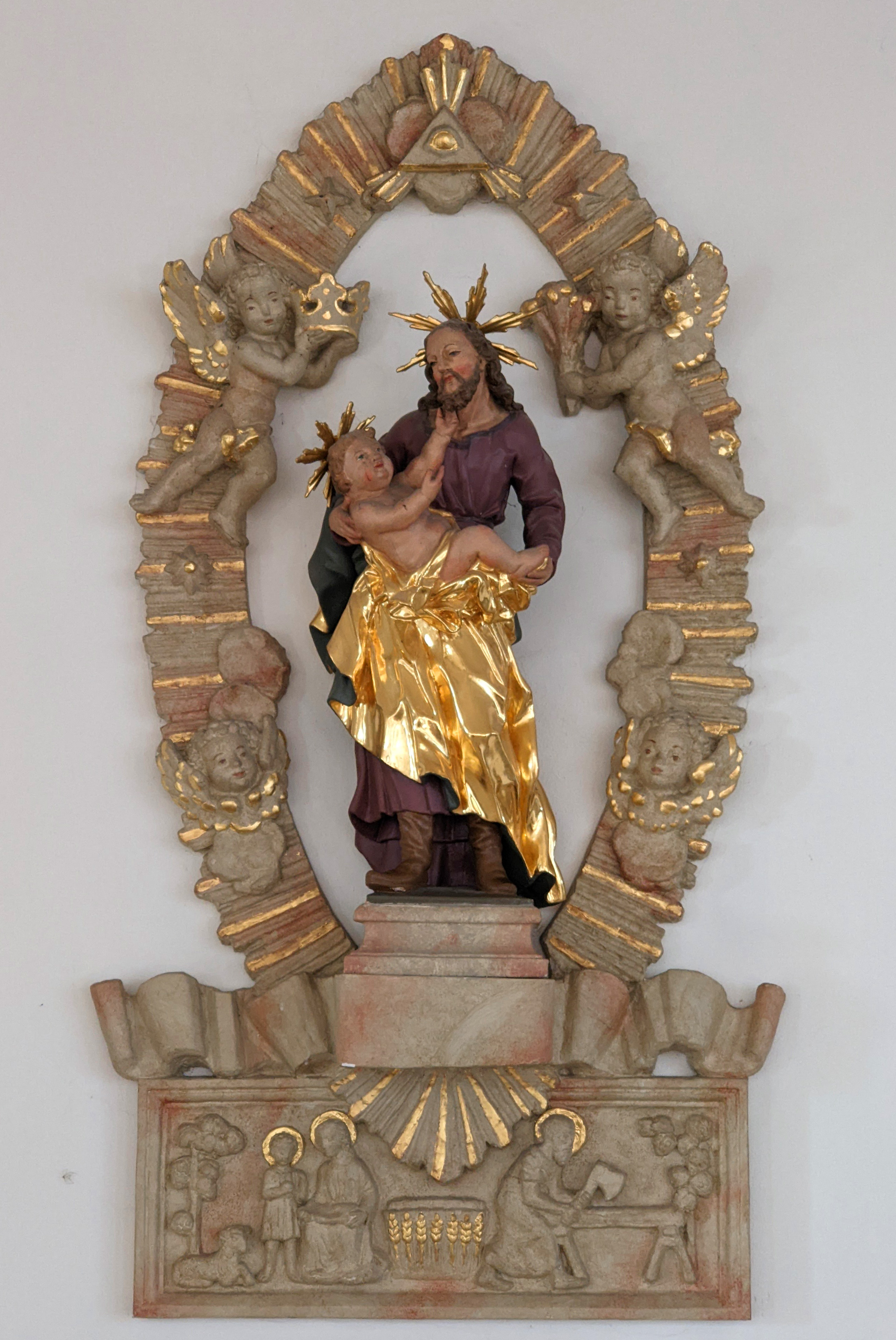
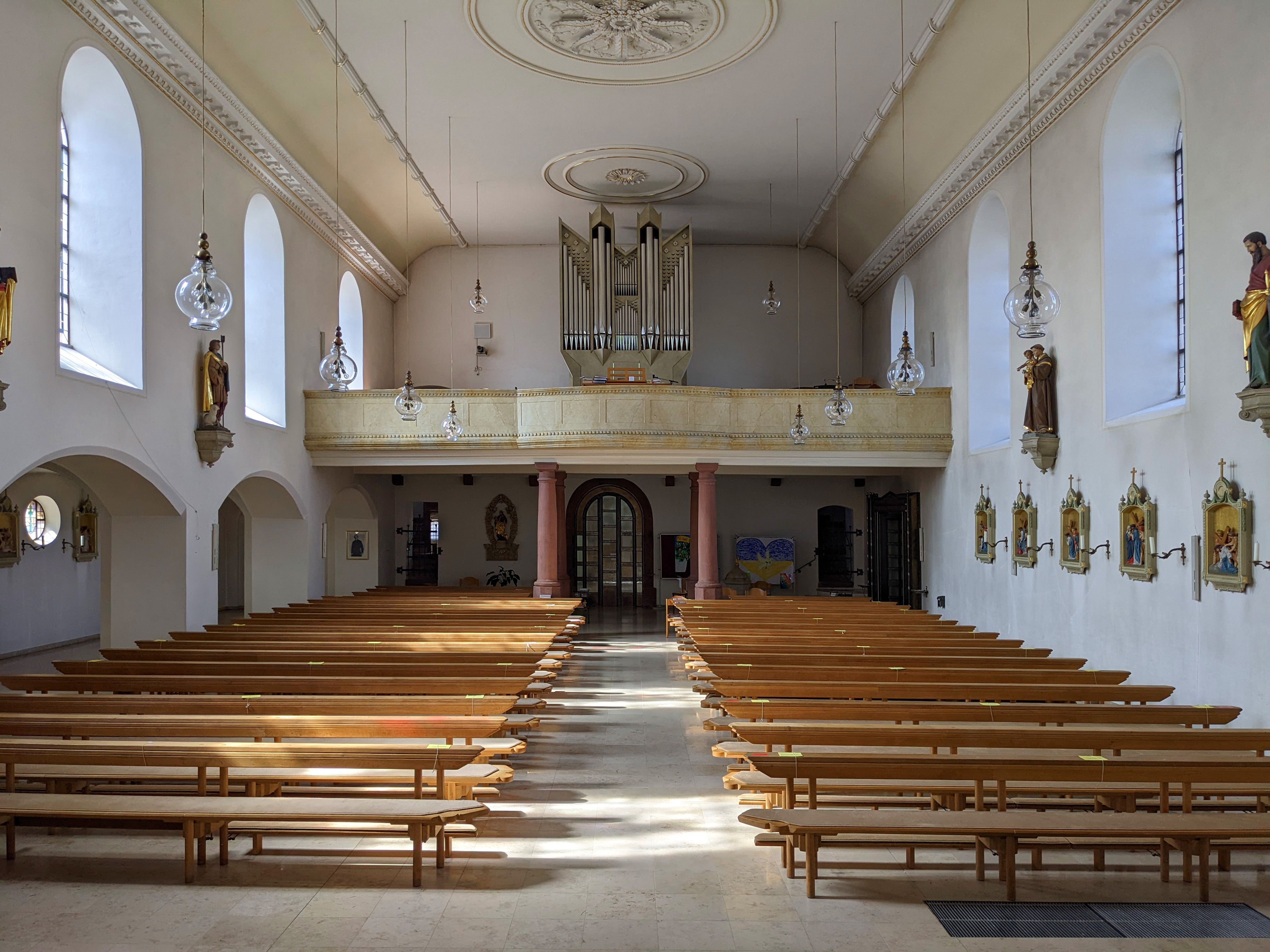
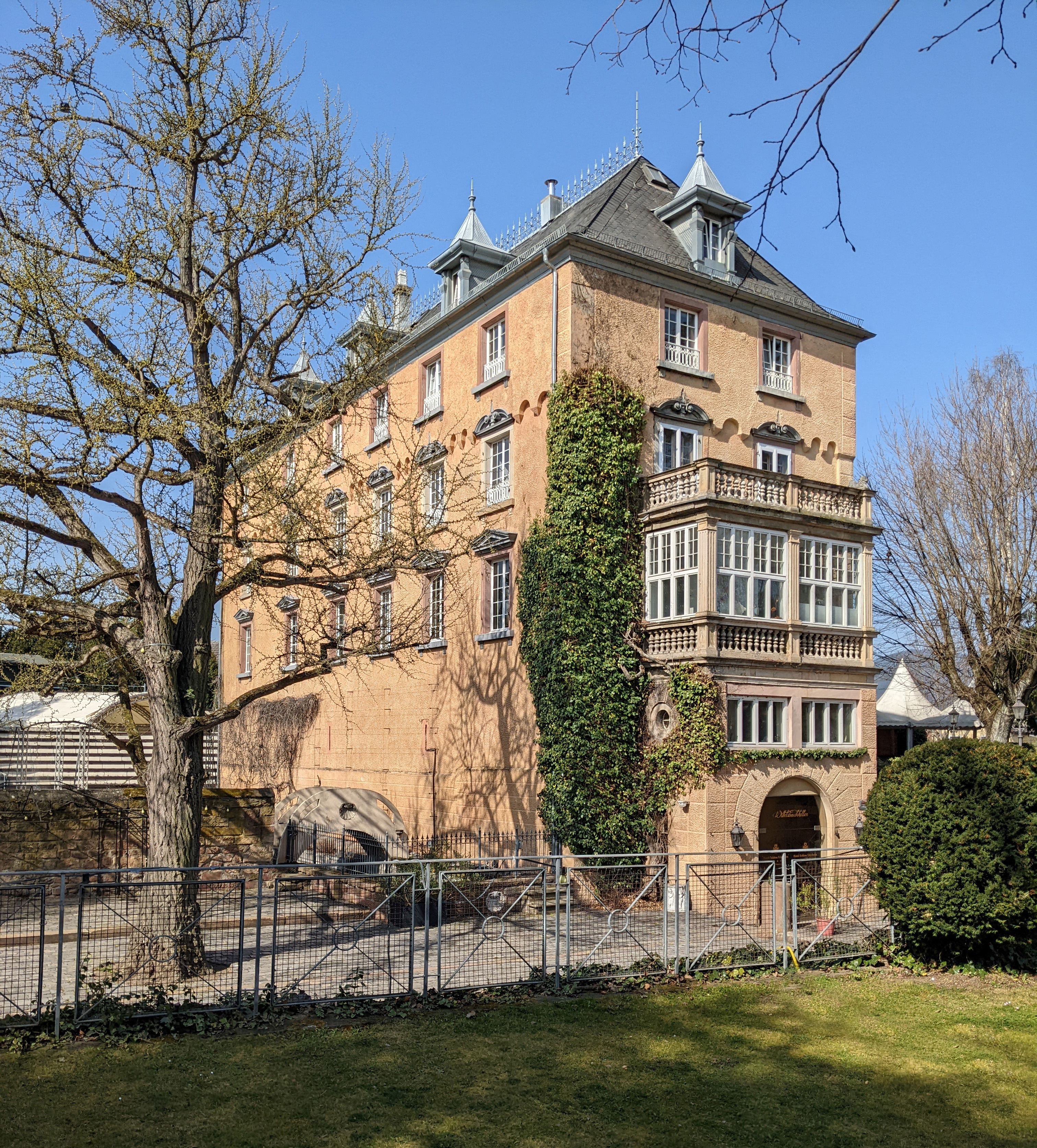
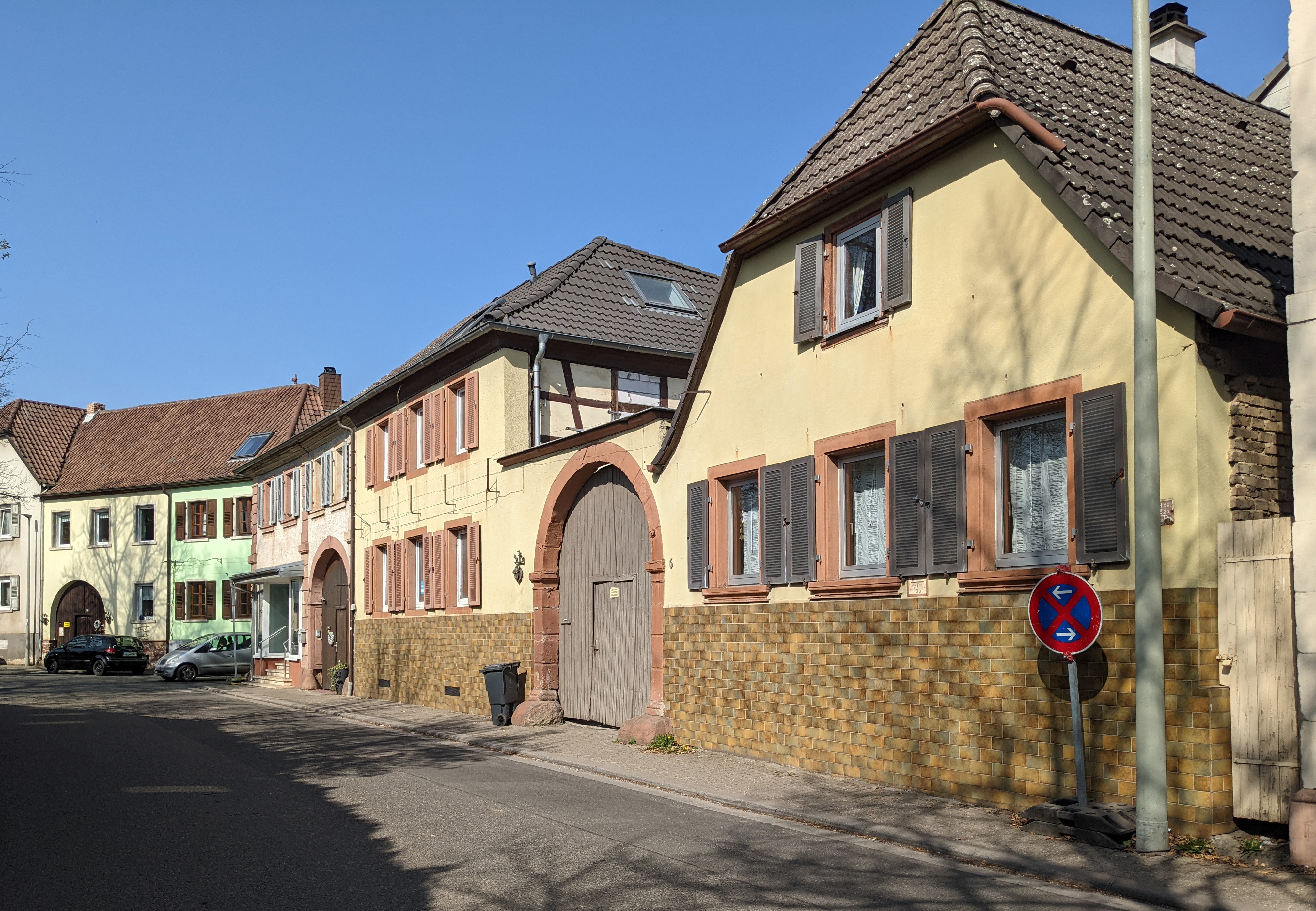
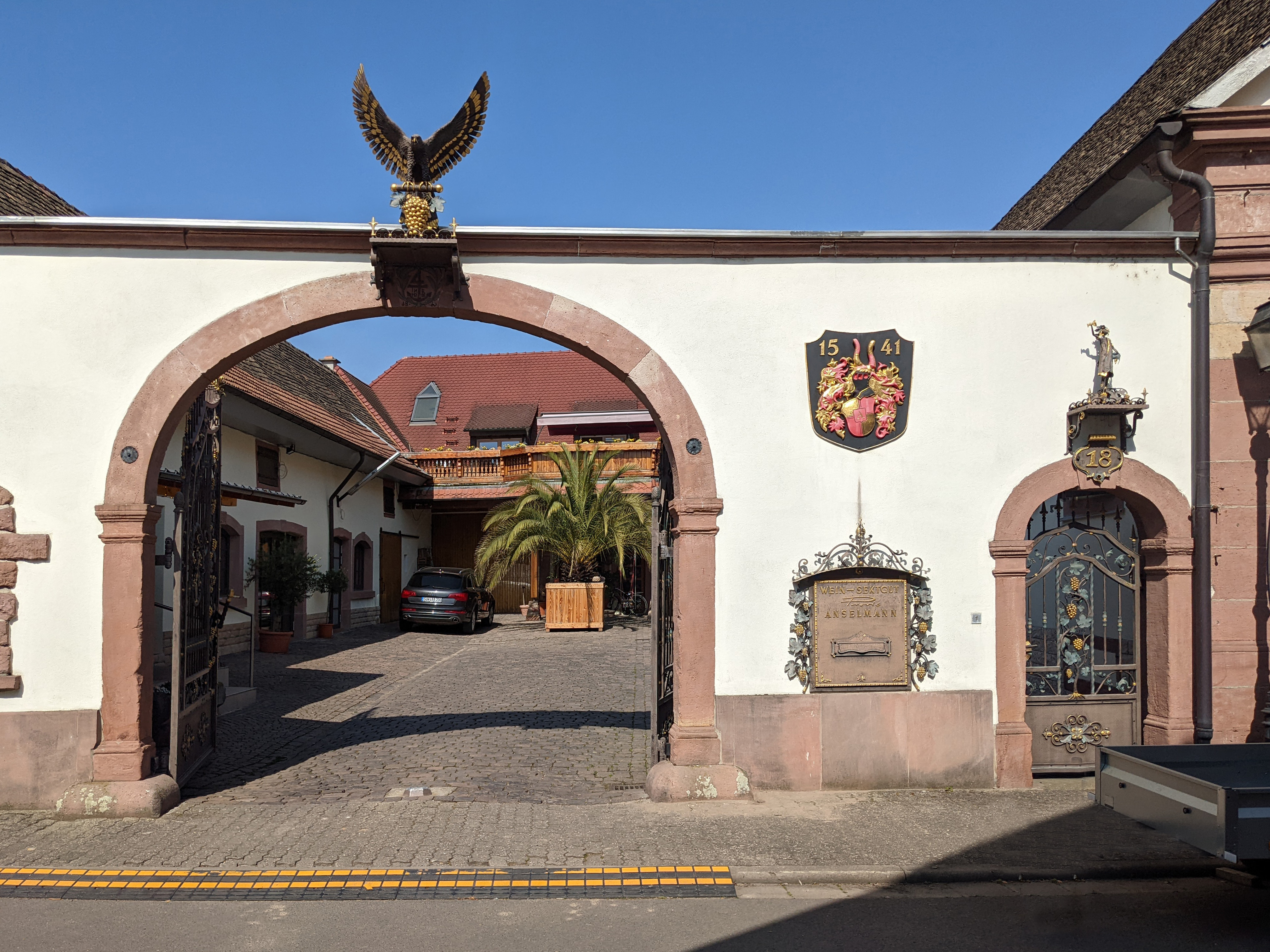
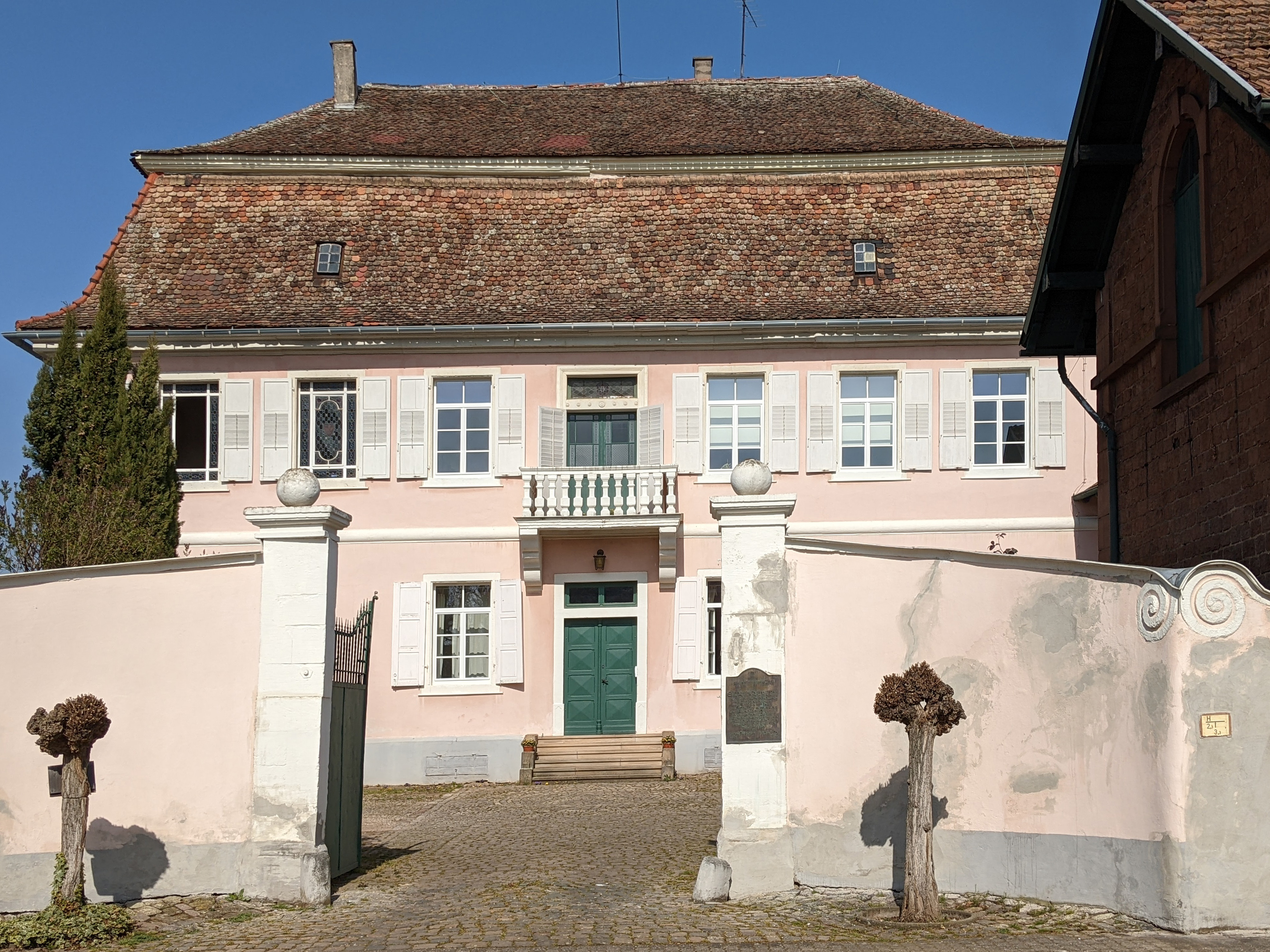
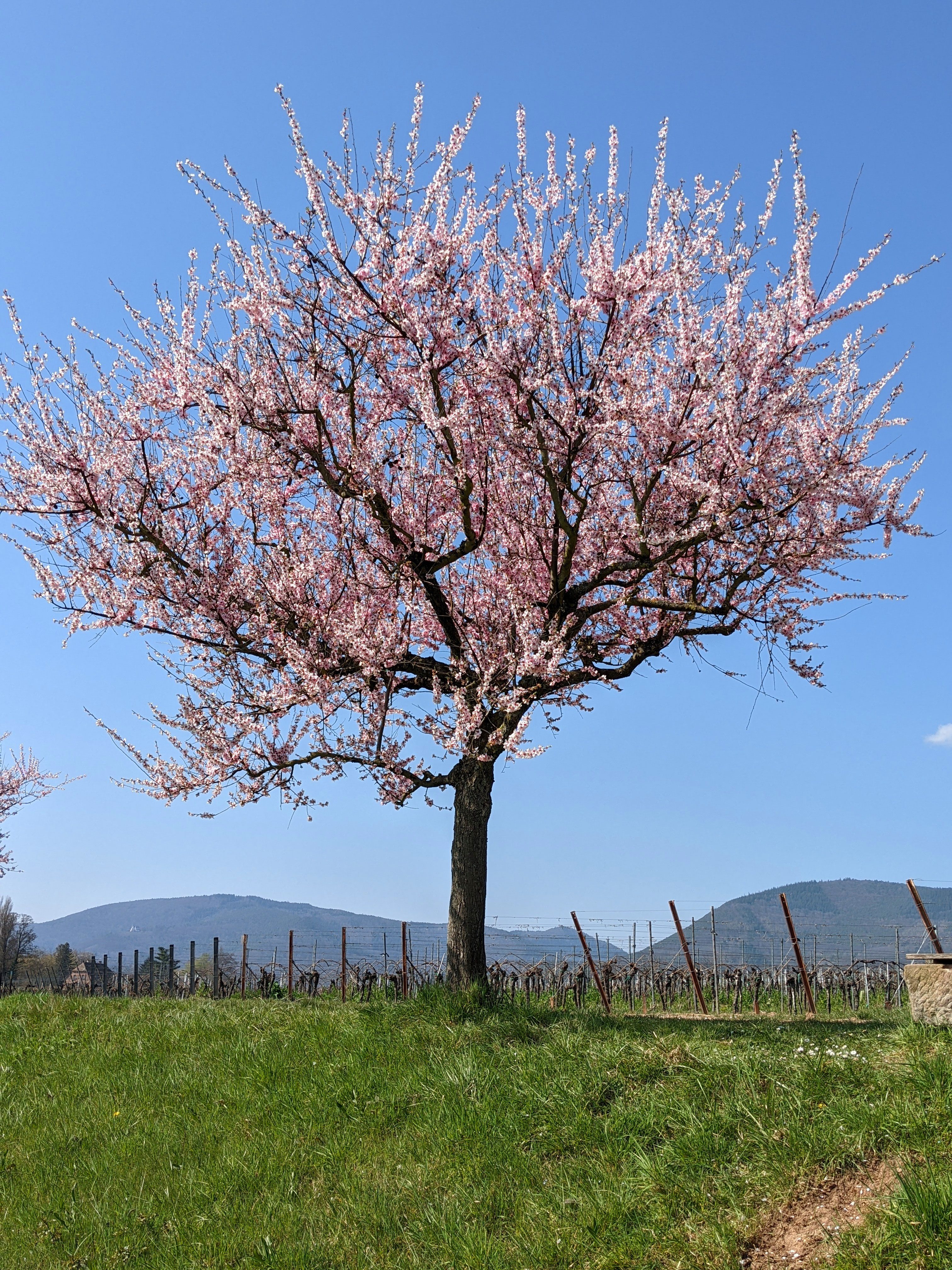